# Kanton Auxerre-Nord
Kanton Auxerre-Nord (fr. Canton d'Auxerre-Nord) byl francouzský kanton v departementu Yonne v regionu Burgundsko. Skládal se z pěti obcí. Zrušen byl po reformě kantonů 2014.

## Obce kantonu
- Appoigny
- Auxerre (severní část)
- Charbuy
- Monéteau
- Perrigny